# Грили (округ, Небраска)
Округ Грили (англ. Greeley County) — округ, расположенный в штате Небраска (США) с населением в 2714 человек по статистическим данным переписи 2000 года. Окружной центр находится в деревне Грили-Сентер.

## История
Округ Грили был образован в 1871 году и получил своё официальное название в честь американского журналиста и политика середины XIX века Хораса Грили.

## География
По данным Бюро переписи населения США округ Грили имеет общую площадь в 1479 квадратных километров, из которых 1476 кв. километров занимает земля и 3 кв. километра — вода. Площадь водных ресурсов округа составляет 0,15 % от всей его площади.

### Соседние округа
- Уилер (Небраска) — север
- Бун (Небраска) — северо-восток
- Нанс (Небраска) — юго-восток
- Хауард (Небраска) — юг
- Шерман (Небраска) — угол на юго-западе
- Валли (Небраска) — запад

## Демография
По данным переписи населения 2000 года в округе Грили проживало 2714 человек, 734 семьи, насчитывалось 1077 домашних хозяйств и 1199 жилых домов. Средняя плотность населения составляла около одного человека на один квадратный километр. Расовый состав округа по данным переписи распределился следующим образом: 97,94 % белых, 0,66 % чёрных или афроамериканцев, 0,07 % коренных американцев, 0,07 % азиатов, 0,48 % смешанных рас, 0,77 % — других народностей. Испано- и латиноамериканцы составили 0,85 % от всех жителей округа.
Из 1077 домашних хозяйств в 29,30 % — воспитывали детей в возрасте до 18 лет, 59,00 % представляли собой совместно проживающие супружеские пары, в 6,40 % семей женщины проживали без мужей, 31,80 % не имели семей. 30,50 % от общего числа семей на момент переписи жили самостоятельно, при этом 18,80 % составили одинокие пожилые люди в возрасте 65 лет и старше. Средний размер домашнего хозяйства составил 2,46 человек, а средний размер семьи — 3,08 человек.
Население округа по возрастному диапазону по данным переписи 2000 года распределилось следующим образом: 26,90 % — жители младше 18 лет, 5,90 % — между 18 и 24 годами, 21,60 % — от 25 до 44 лет, 22,40 % — от 45 до 64 лет и 23,20 % — в возрасте 65 лет и старше. Средний возраст жителей округа составил 42 года. На каждые 100 женщин в округе приходилось 97,10 мужчин, при этом на каждых сто женщин 18 лет и старше приходилось 92,20 мужчин также старше 18 лет.
Средний доход на одно домашнее хозяйство в округе составил 28 375 долларов США, а средний доход на одну семью в округе — 34 159 долларов. При этом мужчины имели средний доход в 22 036 долларов США в год против 17 056 долларов США среднегодового дохода у женщин. Доход на душу населения в округе составил 13 731 доллар США в год. 11,90 % от всего числа семей в округе и 14,60 % от всей численности населения находилось на момент переписи населения за чертой бедности, при этом 22,10 % из них были моложе 18 лет и 10,50 % — в возрасте 65 лет и старше.

## Основные автодороги
- US 281
- Автомагистраль 11
- Автомагистраль 22
- Автомагистраль 56
- Автомагистраль 91

## Населённые пункты

### Деревни
- Грили-Сентер
- Скотиа
- Сполдинг
- Уолбак